# 华寿俊
华寿俊（1912年12月20日—1996年11月），男，江苏宝应人，中国科学家，曾任中国化学会常务理事，中国科学院西安分院暨陕西省科学院党组副书记、副院长。